# Hængning
Hængning er blandt andet en metode for henrettelse.
Den kan udføres på mange måder. Mest kendt er metoden, hvor den dømte udsættes for et brat fald- eksempelvis via en faldlem på et skafot, en stige fra en høj bygning eller lignende. Ofte vil døden i disse tilfælde indtræffe relativt hurtigt, idet halsen brækkes.
Andre metoder indebærer ikke et brat fald, og den henrettede vil lide døden via kvælning efter en længere periode - ofte fra 3 til 8 minutter.
I middelalderen opfattedes hængning som en vanærende død - modsat f.eks. en henrettelse via halshugning, som opfattedes som værende ærefuld. Tankegangen genfindes så sent som i 1946, hvor 3 nazistiske (tyske) krigsforbrydere (H. Göring, A. Jodl og W. Keitel anmodede det internationale krigsforbrydertribunal om at blive henrettede ved skydning frem for ved hængning; deres ønske blev ikke imødekommet.
I vikingetidens Skandinavien var hængning straf for mange slags forbrydelser. Kvælningen er ekstremt smertefuld, men blev først afskaffet i 1800-tallet i Danmark.
I flere lande foregår hængning ved, at den dømte står på en skammel eller lignende, der hurtigt fjernes. I Iran kan hængning foregå ved, at den dødsdømte får en løkke, som er bundet fast til en kran, om halsen og bliver tvunget til at springe ud fra kranen. Hængning som henrettelsesmetode praktiseres i Indien, Japan, Iran og Irak.[kilde mangler]

## Lande

### Australien
Dødsstraf var en del af Australiens retssystem fra etableringen af New South Wales som en britisk straffekoloni, indtil 1985, hvor alle australske delstater og territorier havde afskaffet dødsstraffen. I praksis var den sidste henrettelse i Australien hængningen af Ronald Ryan den 3. februar 1967 i Victoria.

### Bahamas
Bahamas anvender hængning til at henrette de dødsdømte, men der er ikke gennemført nogen henrettelser i landet siden 2000.

### Brasilien
Hængning var den sædvanlige metode til dødsstraf i Brasilien gennem hele dets historie. Nogle vigtige nationale helte, såsom Tiradentes (1792), blev henrettet ved hængning. Den sidste mand, der blev henrettet i Brasilien, var slaven Francisco i 1876. Dødsstraffen blev afskaffet i 1890 for alle forbrydelser, undtagen dem begået under ekstraordinære omstændigheder såsom krig eller militærlov.